# Joaquim Rifé
Joaquim Rifé Climent (født 4. februar 1942 i Barcelona, Spanien) er en spansk tidligere fodboldspiller (midtbane) og -træner, der både spillede for og trænede FC Barcelona.
Rifé spillede hele 13 sæsoner for Barcelona, og vandt adskillige både nationale og internationale titler med klubben, heriblandt La Liga og UEFA's Messeby-turnering. Han nåede også at repræsentere det spanske landshold fire gange.

## Titler
La Liga
- 1974 med FC Barcelona

Copa del Generalísimo
- 1968 og 1971 med FC Barcelona

Messeby-turneringen
- 1966 og 1971 med FC Barcelona

Pokalvindernes Europa Cup
- 1979 med FC Barcelona (som træner)